# Köthel (Lauenburg)
Köthel település Németországban, Schleswig-Holstein tartományban. Lakosainak száma 295 fő (2023. december 31.). Köthel Koberg, Borstorf, Schretstaken, Mühlenrade és Köthel községekkel határos.

## Népesség
A település népességének változása:
| Lakosok száma | 150  | 268  | 268  | 287  | 301  | 295  |
|               | 1975 | 2017 | 2019 | 2021 | 2022 | 2023 |